# Europejski Festiwal Lekkoatletyczny 2011

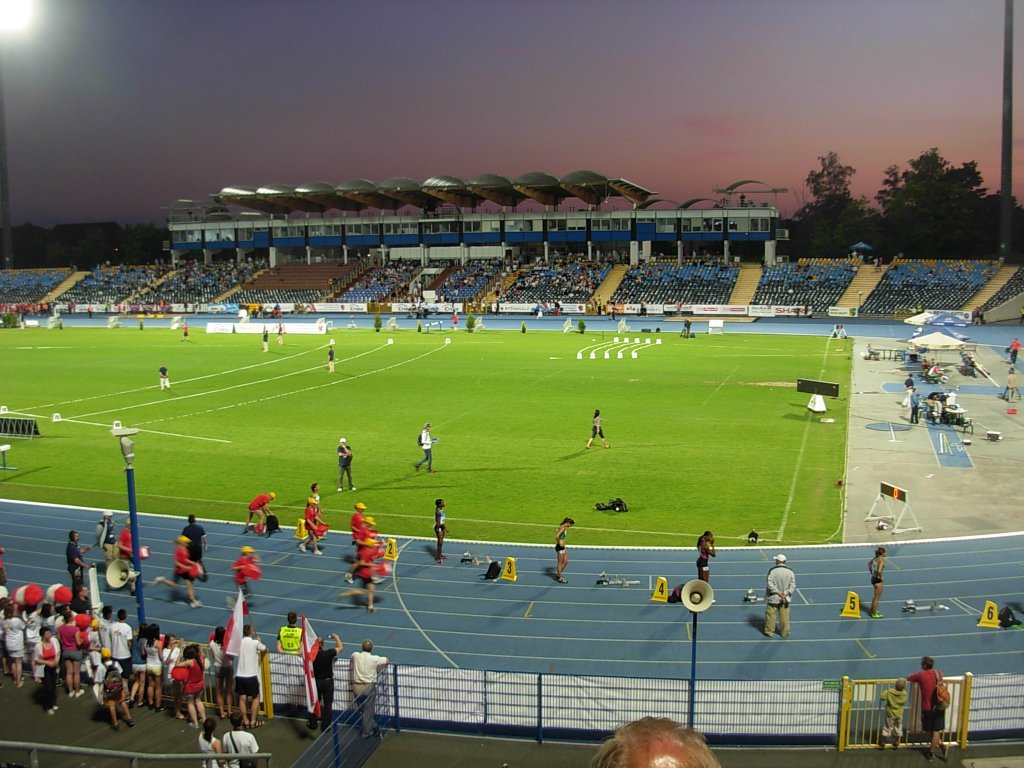
Stadion podczas zawodów

11. Europejski Festiwal Lekkoatletyczny Enea Cup – międzynarodowy mityng lekkoatletyczny, które odbył się 3 czerwca 2011 na stadionie im. Zdzisława Krzyszkowiaka w Bydgoszczy. Zawody znalazły się w kalendarzu European Athletics Outdoor Premium Meetings w związku z czym należą do grona najważniejszych mityngów organizowanych w Europie pod egidę Europejskiego Stowarzyszenia Lekkoatletycznego. Bieg na 100 metrów przez płotki kobiet był poświęcony pamięci Teresy Ciepły, a bieg na 3000 metrów z przeszkodami mężczyzn pamięci Bronisława Malinowskiego. 
Początkowo zakładano, że w programie zawodów znajdzie się bieg na 880 jardów (804,68 m) – celem miało być pobicie rekordu Europy na tym nietypowym dystansie, a w przypadku pojawienia się na starcie Kenijczyka Davida Rudishy – także rekordu świata.
Mityng był elementem Święta Województwa kujawsko-pomorskiego.
Transmisję z zawodów przeprowadziła TVP Sport.

## Rezultaty

### Mężczyźni
| Konkurencja:                  | 1. miejsce      | Rezultat | 2. miejsce         | Rezultat | 3. miejsce         | Rezultat |
| Bieg na 800 m                 | Adam Kszczot    | 1:44,30  | Marcin Lewandowski | 1:44,61  | Duane Solomon      | 1:46,29  |
| Bieg na 3000 m z przeszkodami | Jacob Araptany  | 8:24,22  | Tomasz Szymkowiak  | 8:25,52  | Krystian Zalewski  | 8:27,55  |
| Bieg na 110 m przez płotki    | Joel Brown      | 13,26    | Ty Akins           | 13,43    | Ryan Brathwaite    | 13,54    |
| Bieg na 400 m przez płotki    | Danny McFarlane | 49,37    | Rhys Williams      | 49,60    | Stanisław Melnykow | 49,62    |
| Skok o tyczce                 | Maksym Mazuryk  | 5,72     | Aleksandr Gripicz  | 5,52     | Łukasz Michalski   | 5,42     |
| Trójskok                      | Phillips Idowu  | 17,52w   | Aleksiej Fiodorow  | 16,91w   | Karol Hoffmann     | 16,87w   |
| Pchnięcie kulą                | Pawieł Łyżyn    | 20,43    | Andrij Semenow     | 20,02    | Lajos Kürthy       | 19,65    |
| Rzut młotem                   | Krisztián Pars  | 78,41    | Markus Esser       | 78,22    | Siergiej Litwinow  | 76,83    |
| Rzut oszczepem (U-23)         | Dmytro Kosynski | 80,42    | Łukasz Grzeszczuk  | 75,51    | Krzysztof Szalecki | 74,38    |

### Kobiety
| Konkurencja:               | 1. miejsce                | Rezultat | 2. miejsce            | Rezultat | 3. miejsce       | Rezultat |
| Bieg na 100 m              | Stephanie Durst           | 11,39w   | Weronika Wedler       | 11,43w   | Inna Eftimova    | 11,46    |
| Bieg na 200 m              | Weronika Wedler           | 23,28w   | Tianna Madison        | 23,46w   | Marika Popowicz  | 23,46w   |
| Bieg na 800 m              | Angelika Cichocka         | 2:01,60  | Ewelina Sętowska-Dryk | 2:01,93  | Danuta Urbanik   | 2:01,95  |
| Bieg na 3000 m             | Roxana Bîrcă              | 8:56,79  | Wioletta Frankiewicz  | 9:05,28  | Matylda Szlęzak  | 9:07,73  |
| Bieg na 100 m przez płotki | Perdita Felicien          | 12,94    | Nichole Denby         | 12,99    | Lucie Škrobáková | 13,12    |
| Bieg na 400 m przez płotki | Anastazja Rabczeniuk      | 55,54    | Nickiesha Wilson      | 55,84    | Eilidh Child     | 56,08    |
| Skok w dal (U-23)          | Sosthene Taroum Moguenara | 6,53w    | Melanie Bauschke      | 6,47w    | Anna Jagaciak    | 6,47     |
| Rzut dyskiem               | Kateryna Karsak           | 63,52    | Zinaida Sendriūtė     | 62,00    | Wioletta Potępa  | 58,68    |